# Епархија за Америку и Канаду против Миливојевића
Епархија за Америку и Канаду против Миливојевића (енгл. Serbian Orthodox Diocese v. Milivojevich) је назив пресуде Врховног суда Сједињених Америчких Држава из 1976. Суд је у пресуди преиначио ранију пресуду Врховног суда Илиноиса којом је смјена епископа Дионисија Миливојевића проглашена нелегалном јер, по мишљењу овог суда, „није била у складу са важећим црквеним прописима“. Суд је одбацио пресуду Врховног суда Илиноиса као незаконито и неуставно мијешање у унутрашње ствари цркве, што је у супротности са првим и четрнаестим амандманом Устава Сједињених Америчких Држава.
У име већине, мишљење је написао судија Вилијам Џ. Бренан, а њему се придружило још 5 судија. Судија Ворен Е. Бергер се начелно сложио са пресудом али је написао издвојено мишљење. Издвојено несагласно мишљење написао је Вилијам Ренквист, а са њим се сложио судија Џон П. Стивенс